# Брокс, Шак
Якобюс Йоханнес (Шак) Брокс (нидерл. Jacobus Johannes "Sjaak" Brokx; 5 января 1937, Амстердам — февраль 2020), также известный как Жак Брокс (нидерл. Jacques Brokx) — нидерландский футболист, игравший на позициях полузащитника и нападающего, выступал за команды «Аякс», Харлем и ДОС.
В 1970-е годы был тренером клуба «Спакенбюрг».

## Биография
Шак Брокс родился в январе 1937 года в Амстердаме. Отец — Петрюс Брокс, был родом из Донгена, мать —  Йоханна Мария ван де Колвейк, родилась в Алсмере. Шак был единственным ребёнком в семье, с детства он дружил с Шаком Свартом, Бенни Мюллером и Питом Кейзером. В юности он играл теннисным мячом в футбол напротив кондитерской лавки своего отца, а его первым клубом стала амстердамская команда «Зебюргия».
В 1953 году благодаря Джеку Рейнолдсу семнадцатилетний Брокс был приглашён на просмотр в «Аякс» — юному футболисту разрешили провести один матч. Шак не слишком хорошо сыграл, однако всё же получил контракт с клубом и стал выступать за молодёжный состав «Аякса».
В чемпионате Нидерландов он дебютировал 28 ноября 1954 года на стадионе «Де Мер» в матче против ВВВ, хотя до этого Шак сыграл за «Аякс» три матча и забил гол в любительском чемпионате, который так и не был завершён из-за введения в стране профессионального футбола. В первом туре амстердамцы уступили гостям со счётом 2:3. В дебютном сезоне Жак провёл 19 матчей в чемпионате, но забитыми голами нападающий не отметился.
В следующем сезоне 1955/56 он сыграл только в шести матчах чемпионата Нидерландов. В марте 1957 года Брокс был сначала вызван в военную сборную Нидерландов в качестве резервного игрока, поскольку в то время проходил военную службу в армии, а затем и в молодёжную сборную. В июле того же года Брокс был выставлен клубом на трансфер и в итоге перешёл в «Харлем», выступавший в Эрстедивизи. В новой команде дебютировал 8 сентября против «Ксерксес»  — в первой же игре забил гол с пенальти. В составе «Харлема» он выступал на протяжении двух сезонов.
Летом 1959 года перешёл в клуб ДОС из Утрехта — первую игру в чемпионате он сыграл 23 августа против «Рапида», а первый гол забил 20 сентября в ворота «Фортуны '54». В первом сезоне Брокс забил 7 голов в чемпионате, а его команда заняла четвёртое место. В сезоне 1960/61 он отличился одним голом в чемпионате, а также отметился дублем в кубковой игре с «Витессом». В 1963 году Брокс был выставлен на трансфер, однако новую команду не нашёл и возрасте 26 лет завершил игровую карьеру. После футбола посвятил себя шоу-бизнесу, работал моделью, актёром и певцом.
В 1977 году Шак стал тренером любительского клуба «Спакенбюрг», выступавшего в первом классе. В марте 1978 года он покинул команду, а на его место был приглашён Нико ван Милтенбюрг, затем тренировал «Хилверсюм». В марте 1981 года возглавил «Тер Леде», но спустя восемь месяцев был уволен из клуба. В сезоне 1984/85 был тренером клуба ВИОС из Гааги — занял с командой 10-е место во втором любительском классе.
Умер в феврале 2020 года в возрасте 83 лет.

## Статистика по сезонам
| Клуб             | Сезон            | Лига | Лига | Кубок Нидерландов | Кубок Нидерландов | Итого | Итого |
| Клуб             | Сезон            | Игры | Голы | Игры              | Голы              | Игры  | Голы  |
| ---------------- | ---------------- | ---- | ---- | ----------------- | ----------------- | ----- | ----- |
| Аякс             | 1954/55          | 19   | 0    | —                 | —                 | 19    | 0     |
| Аякс             | 1955/56          | 6    | 0    | —                 | —                 | 6     | 4     |
| Аякс             | Итого            | 25   | 0    | —                 | —                 | 25    | 0     |
| Харлем           | 1956/57          | 27   | 4    | ?                 | 0                 | 27    | 4     |
| Харлем           | 1957/58          | 6    | 0    | ?                 | 0                 | 6     | 0     |
| Харлем           | Итого            | 33   | 4    | ?                 | 0                 | 33    | 4     |
| ДОС              | 1959/60          | 31   | 7    | ?                 | 0                 | 31    | 7     |
| ДОС              | 1960/61          | 16   | 1    | 3+                | 2                 | 19    | 3     |
| ДОС              | 1961/62          | 5    | 0    | ?                 | 0                 | 5     | 0     |
| ДОС              | 1962/63          | 1    | 0    | ?                 | 0                 | 1     | 0     |
| ДОС              | Итого            | 53   | 8    | 3+                | 2                 | 56    | 10    |
| Всего за карьеру | Всего за карьеру | 111  | 12   | 3+                | 2                 | 114   | 14    |